# Municipio de Miltona
El municipio de Miltona (en inglés: Miltona Township) es un municipio ubicado en el condado de Douglas en el estado estadounidense de Minnesota. En el año 2010 tenía una población de 806 habitantes y una densidad poblacional de 8,72 personas por km².

## Geografía
El municipio de Miltona se encuentra ubicado en las coordenadas 46°3′58″N 95°20′11″O / 46.06611, -95.33639. Según la Oficina del Censo de los Estados Unidos, el municipio tiene una superficie total de 92.48 km², de la cual 69,99 km² corresponden a tierra firme y (24,32 %) 22,49 km² es agua.

## Demografía
Según el censo de 2010, había 806 personas residiendo en el municipio de Miltona. La densidad de población era de 8,72 hab./km². De los 806 habitantes, el municipio de Miltona estaba compuesto por el 99,38 % blancos, el 0,37 % eran amerindios y el 0,25 % eran de una mezcla de razas. Del total de la población el 0 % eran hispanos o latinos de cualquier raza.